# Kam'ynka
Kam'ynka  (ucraniano: Кам'янка) es una localidad del Raión de Izmail en el Óblast de Odesa de Ucrania. Según el censo de 2001, tiene una población de 3478 habitantes.